# Campionati italiani di duathlon del 2018
I Campionati italiani di duathlon del 2018 sono stati organizzati dalla Federazione Italiana Triathlon e si sono tenuti a Quinzano d'Oglio in Lombardia, in data 8 aprile 2018.
Tra gli uomini ha vinto Massimo Cigana (Eroi del Piave), mentre la gara femminile è andata a Elisabetta Curridori (Tri Nuoro).

## Risultati

### Élite uomini
| Pos. | Atleta                       | Società sportiva       | Corsa    | Bici     | Corsa    | Totale   |
| ---- | ---------------------------- | ---------------------- | -------- | -------- | -------- | -------- |
|      | Massimo Cigana               | Eroi del Piave         | 00:34:25 | 00:53:07 | 00:17:24 | 01:45:55 |
|      | Mattia Camporesi             | T.D. Rimini            | 00:32:39 | 00:56:42 | 00:16:51 | 01:47:06 |
|      | Marcello Ugazio              | Azzurra Triathlon Team | 00:32:56 | 00:56:18 | 00:17:19 | 01:47:36 |
| 4    | Bruno Pasqualini             | Torino Triathlon       | 00:33:39 | 00:56:58 | 00:17:20 | 01:49:02 |
| 5    | Luca Bertaccini              | The Hurricane          | 00:35:23 | 00:55:43 | 00:17:00 | 01:49:06 |
| 6    | Umberto Baracchi             | Torino Triathlon       | 00:33:47 | 00:59:30 | 00:16:57 | 01:51:22 |
| 7    | Pierluigi Senor              | Torino Triathlon       | 00:34:38 | 00:57:47 | 00:17:56 | 01:51:32 |
| 8    | Daniele Angelini             | CUS Ferrara            | 00:33:14 | 00:59:50 | 00:17:43 | 01:51:43 |
| 9    | Emanuele Grenti              | CUS Parma              | 00:33:50 | 01:00:13 | 00:17:03 | 01:52:05 |
| 10   | Huber Rossi                  | Freezone               | 00:33:49 | 00:59:32 | 00:17:49 | 01:52:10 |
| 11   | Francesco Floriano Nicolardi | Raschiani Tri Pavese   | 00:35:03 | 00:58:45 | 00:18:18 | 01:53:02 |
| 12   | Marco Tosi                   | Feralpi Triathlon      | 00:33:52 | 01:00:04 | 00:18:23 | 01:53:15 |
| 13   | Marco Corti                  | Zerotrenta Triathlon   | 00:36:09 | 00:58:09 | 00:18:32 | 01:53:52 |
| 14   | Massimo Giacopuzzi           | Liger Team Keyline     | 00:34:55 | 01:00:21 | 00:17:33 | 01:53:59 |
| 15   | Luca Bonazzi                 | Freezone               | 00:34:25 | 01:00:43 | 00:17:55 | 01:54:05 |
| 16   | Fabio Pruiti                 | Magma Team             | 00:34:37 | 01:00:51 | 00:17:38 | 01:54:20 |
| 17   | Emanuele Ciotti              | The Hurricane          | 00:37:26 | 00:57:14 | 00:18:33 | 01:54:20 |
| 18   | Emanuele Faraco              | Ermes Campania         | 00:34:57 | 01:00:23 | 00:18:22 | 01:54:33 |
| 19   | Pietro Carrara               | CUS Parma              | 00:36:52 | 00:57:31 | 00:19:07 | 01:54:40 |
| 20   | Pietro Foppolo               | Raschiani Tri Pavese   | 00:35:00 | 01:00:55 | 00:17:49 | 01:54:49 |

### Élite donne
| Pos. | Atleta               | Società sportiva        | Corsa    | Bici     | Corsa    | Totale   |
| ---- | -------------------- | ----------------------- | -------- | -------- | -------- | -------- |
|      | Elisabetta Curridori | Tri Nuoro               | 00:38:32 | 01:03:45 | 00:19:14 | 02:02:33 |
|      | Michela Santini      | Woman Triathlon Italia  | 00:40:26 | 01:05:06 | 00:20:48 | 02:07:27 |
|      | Giulia Bedorin       | Padova Nuoto Triathlon  | 00:41:10 | 01:08:04 | 00:20:12 | 02:10:32 |
| 4    | Sharon Spimi         | Triathlon Team Riccione | 00:41:46 | 01:06:28 | 00:22:01 | 02:11:17 |
| 5    | Eleonora Peroncini   | CUS Parma               | 00:40:48 | 01:08:59 | 00:22:17 | 02:13:11 |
| 6    | Federica Cernigliaro | Magma Team              | 00:39:28 | 01:12:39 | 00:20:18 | 02:13:47 |
| 7    | Silvia Guenzani      | Varese Triathlon        | 00:42:23 | 01:10:15 | 00:20:35 | 02:14:32 |
| 8    | Roberta Maule        | Verona Triathlon Km     | 00:41:25 | 01:13:02 | 00:20:33 | 02:16:47 |
| 9    | Barbara Davolio      | Woman Triathlon Italia  | 00:45:39 | 01:06:53 | 00:23:49 | 02:17:37 |
| 10   | Cinzia Meloni        | Fuel Triathlon          | 00:39:42 | 01:16:36 | 00:19:58 | 02:17:46 |
| 11   | Ginevra Francavilla  | Eroi del Piave          | 00:42:14 | 01:12:42 | 00:21:53 | 02:18:06 |
| 12   | Ilaria Zavanone      | Woman Triathlon Italia  | 00:42:41 | 01:11:13 | 00:22:57 | 02:18:13 |
| 13   | Evgeniya Kovaleva    | CUS Parma               | 00:43:27 | 01:12:39 | 00:23:09 | 02:20:24 |
| 14   | Michela Rovescala    | Raschiani Tri Pavese    | 00:42:55 | 01:14:20 | 00:21:37 | 02:20:30 |
| 15   | Maria Angioni        | Granbike Triathlon      | 00:42:41 | 01:15:06 | 00:21:22 | 02:20:51 |
| 16   | Valentina Odaldi     | Pol. Centese T&D        | 00:45:28 | 01:09:15 | 00:24:12 | 02:20:59 |
| 17   | Monica Baccanelli    | Europa                  | 00:41:32 | 01:17:18 | 00:21:10 | 02:21:18 |
| 18   | Cristiana Barchiesi  | Base Running Triathlon  | 00:43:34 | 01:14:16 | 00:21:53 | 02:21:20 |
| 19   | Eleonora Bado        | Padova Triathlon        | 00:44:27 | 01:12:34 | 00:23:07 | 02:21:31 |
| 20   | Marinella Sciuccati  | Triathlon Novara        | 00:44:38 | 01:11:12 | 00:24:01 | 02:21:35 |